# Méthodes qualitatives
Pour les articles homonymes, voir Méthode et Analyse qualitative.
 (juin 2012).
En sciences sociales, les méthodes qualitatives regroupent un ensemble de méthodes de recherche utilisées dans les études qualitatives. Elles trouvent leur utilité notamment en sciences humaines et sociales. Elles laissent délibérément de côté l'aspect quantitatif pour gagner en profondeur dans l'analyse de l'objet d'étude. Pour cela diverses techniques, fondées sur l'administration de questions ouvertes et l'exploration du langage, sont mises en œuvre : les entretiens (notamment de type semi-directifs), les observations participantes et les « focus groupes » (ou entretien collectif), sont les plus utilisés. D'autres outils de recueil de données existent, moins utilisés : le récit de vie, les entretiens répétés, les observations directes et indirectes...
Les méthodes d'analyse des données sont multiples et appartiennent généralement à des disciplines précises et à des traditions intellectuelles, parmi elles, nous pouvons citer : l'analyse thématique, l'analyse de contenu, la grounded theory, ou encore le desk research (en).
Les méthodes qualitatives sont parfois utilisées conjointement aux méthodes quantitatives, notamment dans la méthodologie Q ou les méthodologies mixtes ,.

## Techniques de la méthodologie qualitative

### Méthodes de collecte des données dites «passives»

#### Les techniques d'«observation directe»
Ces techniques consistent à collecter des données de terrain en utilisant divers supports, sans intervenir de manière significative sur le terrain (ou du moins, le plus souvent, en tentant de réduire l'impact de l'observation sur les groupes observés).
Ces techniques sont très variables. Elles peuvent varier suivant le contexte. La croissance des réseaux numériques a notamment renforcé les techniques d'observation numérique : forums participatifs Online, Journaux en ligne, etc.

#### Les entretiens
Les techniques d'entretien peuvent être dites passives, lorsqu'elles n'ont pas d'influence, ou très peu, sur la situation sociale étudiée.
- Classification selon le niveau de directivité du chercheur.
  - L'entretien libre ou non-directif : Principalement pour les récits de vie, il n'y a pas ou vraiment peu de questions. Techniquement, le chercheur pose une question initiale au sujet, et le laisse s'exprimer sans l'arrêter ou l'orienter par ses propres remarques. Si le sujet ne parvient plus à continuer, il lui reformule alors les derniers propos qu'il a tenus, pour le relancer.
  - L'entretien semi directif : Les questions sont ouvertes et en nombre restreint.
  - L'entretien directif : Nombreuses questions. Les réponses aux questions posées sont principalement oui/non.
- Classification selon le contexte de l'entretien.
  - Les entretiens peuvent être réalisés en face à face, par téléphone, par Internet, etc.
  - Le support peut être oral, textuel, etc.
  - Le contexte de l'entretien peut varier : lieu de travail, lieu de loisir ou de détentes, etc.
  - Entretien en groupe, isolés, etc.

Les résultats obtenus dans les entretiens varient parfois sensiblement suivant que l'on modifie un ou plusieurs de ces paramètres.

### Méthodes de collecte des données dites «actives»
Ces méthodes se caractérisent par une implication forte du chercheur dans son « objet d'étude ». Le chercheur s'immerge dans un groupe pour mieux le comprendre, met des acteurs dans des situations contrôlées, ou tente de transformer une situation sociale pour mieux la comprendre.
Plusieurs critères permettent de distinguer les différentes méthodes.
- La collecte des données peut se faire :
  - in situ, c'est-à-dire en situation réelle ;
  - en laboratoire.
- La collecte des données peut se faire par :
  - l'intégration dans un groupe sans volonté de le transformer, il s'agit de la famille des méthodes d'observation participante ;
  - la modification d'une situation sociale par une expérience isolée et brève, ces méthodes sont courantes en psychologie sociale et en ethnométhodologie ;
  - l'intervention de long terme : le chercheur s'implique (plus ou moins) dans une transformation sociale de long terme. Ces méthodes regroupent notamment les différentes démarches de recherche-action, l'analyse institutionnelle, la socio-analyse, l'intervention sociologique, etc.
- La collecte des données peut être :
  - contrôlée et planifiée a priori ;
  - restituée a posteriori sans qu'il n'y ait forcément eu au départ de volonté de collecte de données. Une large partie de la méthode dite compréhensive se fonde indirectement sur cette démarche. Il en va de même dans les méthodes comme l'histoire de vie et le récit de vie.
- La collecte peut se faire en groupe et sur un groupe, comme dans l'analyse en groupe, ou individuellement ou sur un individu.

### Triangulation des méthodes de collecte
Par analogie à la triangulation utilisée en mathématiques, la triangulation des méthodes qualitatives fait référence à l'usage croisé de techniques de recueil de données.

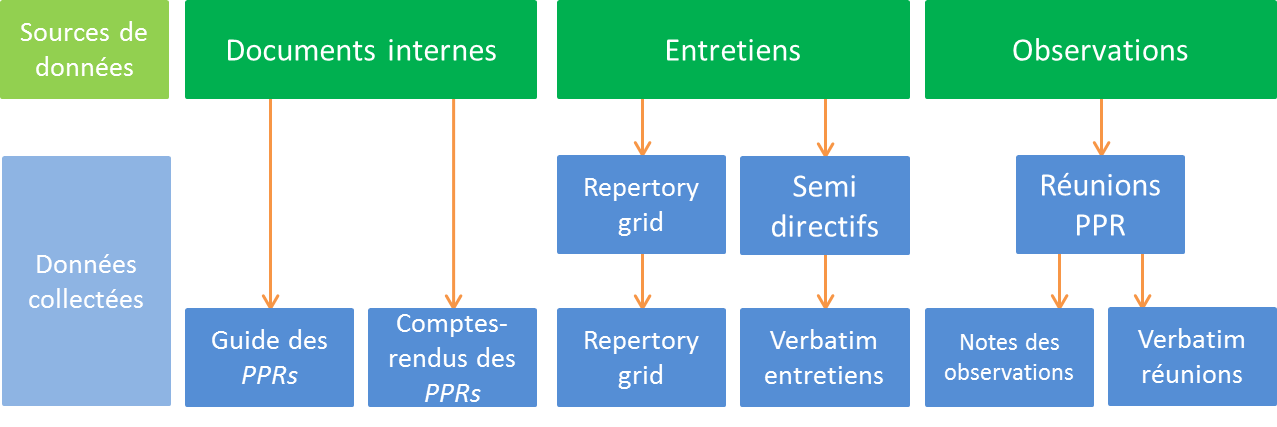
Exemple de triangulation des méthodes en étude qualitative, d'après Koners et Goffin (2007).

Indifféremment appelée triangulation ou mixed-methods en anglais, celle-ci est définie comme « la combinaison de méthodologies dans l'étude d'un même phénomène ». Son objectif alors est quadruple :
- Fournir une richesse qualitative et une meilleure compréhension du phénomène étudié ;
- Augmenter la fiabilité et la validité de l'étude ;
- Améliorer la compréhension d'une étude ;
- Rassurer les chercheurs quant aux résultats fournis par l'étude.

Son utilisation permet de mieux appréhender des phénomènes qui ne seraient pas directement observables, par exemple les interactions sociales. De fait, la triangulation, tout comme les méthodes qualitatives, s'inscrit préférentiellement dans une cadre épistémologique constructiviste ou interprétationiste, plutôt que positiviste. Son usage est vivement recommandé dans les études qualitatives afin d'en augmenter la qualité des résultats.
Les méthodes qualitatives font partie d'un des cinq angles de collecte de données dans la méthodologie plus générale dite de percolation de données, qui couvre aussi conjointement les méthodes quantitatives, la revue des écrits (y compris les écrits scientifiques), les interviews d'experts, et la simulation par ordinateur. À ce chapitre, la percolation des données offre une vision et une méthodologie plus complètes que la triangulation des données lors de l'analyse des phénomènes sous observation.

### Méthodes de traitement des données en analyse qualitative
Fondamentalement, deux méthodes différentes se dégagent.
Dans un cas, le traitement des données se fait a posteriori et exclusivement par le chercheur. C'est la méthode la plus courante.
Dans l'autre, notamment dans la recherche-action, les acteurs sont amenés à participer directement au traitement des données, qui peuvent leur être restituées par le pilote (l'expérimentateur ou le chercheur) au cours de l'expérience, afin qu'ils les intègrent au sein de la situation expérimentale pour orienter eux-mêmes l'expérience. Cette approche constitue la base de la Grounded Theory, ou théorie ancrée en français, dont l'objet est, notamment, de définir un champ d'étude peu connu. Ces méthodes mettent davantage en avant les interactions entre le chercheur et le groupe d'étude, et dans certains cas, questionnent sur la différence entre sociologie profane et sociologie professionnelle.
Parmi les méthodes de traitement des données les plus connues, citons l'analyse de contenu.

## Secteurs utilisant les études qualitatives
- Les études qualitatives sont largement utilisées en sociologie, psychologie clinique et en anthropologie.
- Mais les études qualitatives sont aussi pratiquées de plus en plus par les industriels qui cherchent à bien comprendre leurs cibles, elles sont alors notamment utilisées à des fins marketing.